# Stephomyia eugeniae
Stephomyia eugeniae är en tvåvingeart som beskrevs av Tavares 1913. Stephomyia eugeniae ingår i släktet Stephomyia och familjen gallmyggor.
Artens utbredningsområde är Florida. Inga underarter finns listade i Catalogue of Life.